# Борон, Катрин
Катрин Борон (нем. Kathrin Boron; также Борон-Кёльм; 4 ноября 1969, Айзенхюттенштадт, ГДР) — немецкая гребчиха. Четырёхкратная олимпийская чемпионка и один раз бронзовый призёр Олимпийских игр, одна из титулованных спортсменок в истории академической гребли. Участница шести Олимпийских игр, в пяти из них выигрывала медали. Восьмикратная чемпионка мира, выступала на 14 чемпионатах мира.
В 2009 году Катрин была награждена высшей наградой Международной федерации академической гребли ФИСА медалью Томаса Келлера.
Награждена орденом Заслуг земли Бранденбург.